# Roman Burcew
Roman Władimirowicz Burcew, ros. Рома́н Влади́мирович Бу́рцев (ur. 13 kwietnia 1971 w Kamieńsku Szachtyńskim, zm. w grudniu 2023 w Solikamsku) - rosyjski seryjny morderca i pedofil, znany jako Kamieński Czikatiło. W latach 1993 - 1996 zamordował 6 dzieci w Kamieńsku Szachtyńskim. 
Roman Burcew pochodził z Kamieńska Szachtyńskiego. Jego rodzice byli alkoholikami. Burcew był opisywany jako cichy i spokojny. Na swoje ofiary Burcew wybierał głównie małe dziewczynki (w jednym przypadku zabił chłopca; brata zatakowanej dziewczynki). Gwałcił je i dusił, ciała zaś zakopywał.
Burcewa aresztowano, gdy jednej z jego  ofiar udało się uciec. Początkowo nie przyznawał się do winy, lecz później opowiedział o zbrodniach i wskazał miejsca ukrycia zwłok. Psychiatrze, który go badał wyznał, że mordował dzieci ponieważ "chciał spróbować dziewictwa". W lutym 1997 roku, Roman Burcew został skazany na karę śmierci poprzez rozstrzelanie. Na mocy moratorium wyrok zamieniono na dożywocie. Zmarł w grudniu 2023 roku w wyniku nowotworu, w trakcie odbywania kary.

## Ofiary
1. Jewgienij Czuriłow (12 l.) - 15 września 1993
2. Olesja Czuriłowa (7 l.) - 15 września 1993 
3. Marina Aleksiejewa (12 l.) - 17 lipca 1994 
4. Anna Kulinkina (9 l.) 23 maja 1995
5. Ira Ternowska (9 l.) - 1 lipca 1996 
6. Natasza Kirbabina (12 l.) - 16 lipca 1996